# Caverna do Criminoso
A caverna do Criminoso é uma série de grutas localizada na cidade de Andaraí, próxima ao povoado de Igatu, na Chapada Diamantina, região central do estado brasileiro da Bahia.
Está localizada no interior do Parque Nacional da Chapada Diamantina e, embora não apresente interesse turístico, é apontada como área a ser preservada para estudos científicos. No seu entorno ainda são registrados garimpos ilegais de diamante, problema que compete à administração do Parque Nacional gerir.
Até 2010 era uma das duas cavernas situadas no interior do Parque Nacional que haviam sido mapeadas, e registradas no Centro Nacional de Pesquisa e Conservação de Cavernas; em seu interior há trechos inundados e registros de escoras de madeira colocadas para o garimpo. Nela existe um lago subterrâneo, apelidado de "Coca-Cola" e alimentado por um rio subterrâneo que forma uma queda-d'água no seu interior. A entrada é marcada por blocos de conglomerado. O local é habitat de duas espécies de peixes troglóbios da família Copionodontíneos (bagres).